# Morteza Pouraliganji
Morteza Pouraliganji (Babol, 19 april 1992) is een Iraans voetballer. Hij debuteerde in 2015 in het Iraans voetbalelftal.

## Clubcarrière

### Naft Tehran
Pouraliganji begon in 2010 als jeugdspeler bij Naft Tehran. Daar bleef hij vijf seizoenen lang en scoorde zijn eerste doelpunt in een 4-1 in 2011 tegen Paykan.

### Tianjin Teda
In 2015 werd Pouraliganji gekocht door Tianjin Teda en speelde zijn eerste wedstrijd tegen Henan Jianye.
1 Beiranvand ·
2 Torabi ·
3 Hajsafi ·
4 Cheshmi ·
5 Mohammadi ·
6 Ezatolahi ·
7 Shojaei  ·
8 Pouraliganji ·
9 Ebrahimi ·
10 Ansarifard ·
11 Amiri ·
12 Mazaheri ·
13 Khanzadeh ·
14 Ghoddos ·
15 Montazeri ·
16 Ghoochannejhad ·
17 Taremi ·
18 Jahanbakhsh ·
19 Hosseini ·
20 Azmoun ·
21 Dejagah ·
22 Abedzadeh ·
23 Rezaeian ·
Coach: Queiroz
1 Beiranvand ·
2 Moharrami ·
3 Hajsafi  ·
4 Khalilzadeh ·
5 Mohammadi ·
6 Ezatolahi ·
7 Jahanbakhsh ·
8 Pouraliganji ·
9 Taremi ·
10 Ansarifard ·
11 Amiri ·
12 Niazmand ·
13 Kanaanizadegan ·
14 Ghoddos ·
15 Cheshmi ·
16 Torabi ·
17 Gholizadeh ·
18 Karimi ·
19 Hosseini ·
20 Azmoun ·
21 Nourollahi ·
22 Abedzadeh ·
23 Rezaeian ·
24 Hosseini ·
25 Jalali ·
Coach: Queiroz